# Se Acabó La Fiesta
Se Acabó La Fiesta (SALF, pol. Koniec Imprezy) – hiszpańska partia polityczna o charakterze antysystemowym, założona w 2024 roku przez Alvise Péreza. Partia zdobyła trzy mandaty w wyborach do Parlamentu Europejskiego w 2024 roku, uzyskując 4,6% głosów.  

## Historia
Se Acabó La Fiesta powstała w lutym 2024 roku z inicjatywy Alvise Péreza, hiszpańskiego dziennikarza i internetowego aktywisty. Pérez, znany z popularyzowania treści antysystemowych w mediach społecznościowych, zapowiedział start w wyborach do Parlamentu Europejskiego, krytykując zarówno lewicowe, jak i prawicowe ugrupowania polityczne.

## Ideologia i program

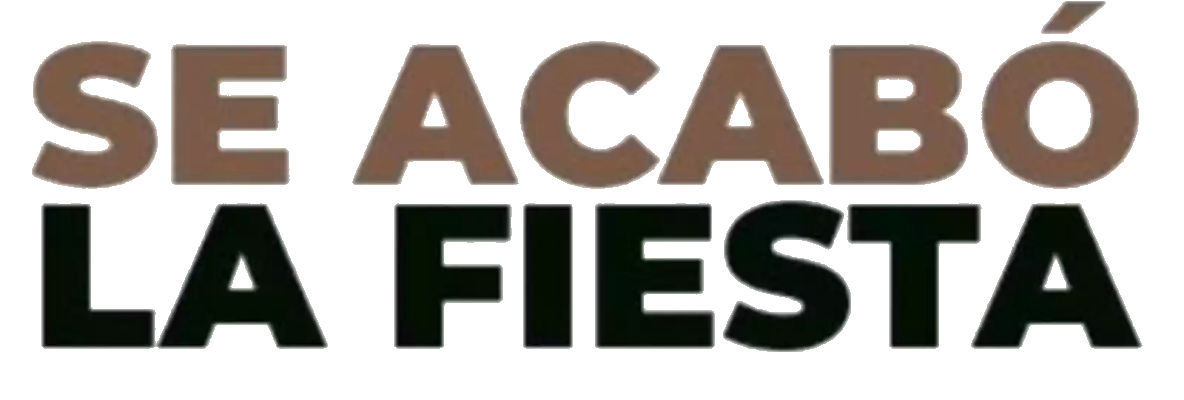
Szyld partii SALF

Partia określana jest jako antysystemowa i populistyczna. Główne postulaty obejmują:
- Walkę z korupcją i reformę systemu politycznego .
- Zaostrzenie polityki wobec przestępczości.
- Krytykę imigracji.
- Deregulację gospodarczą i obniżenie podatków.
- Ograniczenie kompetencji instytucji unijnych.

Pérez określa swoje poglądy jako libertariańskie w kwestiach ekonomicznych i prawicowe w sprawach społecznych, sprzeciwiając się globalizacji, feminizmowi i ruchom LGBT.

## Wybory do Parlamentu Europejskiego 2024
W wyborach 9 czerwca 2024 roku Se Acabó La Fiesta zdobyła 4,6% głosów i trzy mandaty. Według badań agencji Sociometrica około 10% byłych wyborców VOX poparło SALF, co spotkało się z krytyką ze strony prawicy, oskarżającej ugrupowanie o rozbijanie elektoratu.

## Krytyka i kontrowersje
Partia spotkała się z zarzutami o szerzenie fake newsów i teorii spiskowych. Krytycy wskazują na radykalny styl komunikacji oraz brak jasno określonego programu politycznego.
Alvise Pérez wielokrotnie stawał przed sądem za oskarżenia wobec polityków. Immunitet europosła może uchronić go przed kolejnymi konsekwencjami prawnymi.